# Acianthera langeana
Acianthera langeana  es una especie de orquídea epifita. Es originaria de Paraná, Brasil, Desde 2010 esta planta se clasifica en la Sección Cryptophoranthae de Acianthera pero se conocía anteriormente como Cryptophoranthus langeanus. 

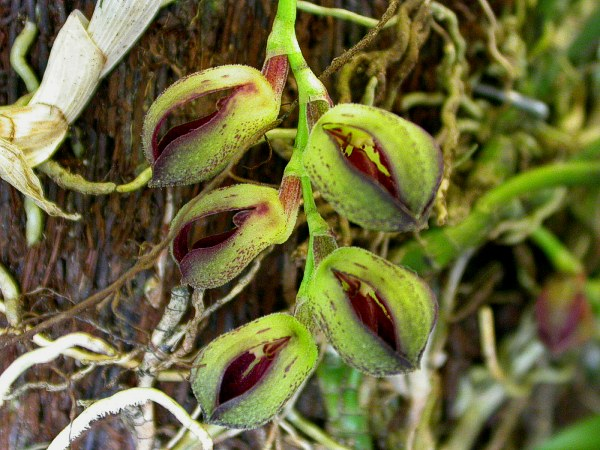
Flores

## Descripción
Las especies de Cryptophoranthus son especies brasileñas de Acianthera con tallos cortos y flores junto al sustrato. Sus flores están pegadas a los extremos de los sépalos que forman una pequeña ventana. Se trata de una especie de este grupo que tiene flores más grandes y más abiertos y separadas.

## Taxonomía
Acianthera langeana fue descrita por (Kraenzl.) Pridgeon & M.W.Chase   y publicado en Lindleyana 16(4): 244. 2001.
Etimología
Acianthera: nombre genérico que es una referencia a la posición de las anteras de algunas de sus especies.
langeana: epíteto otorgado en honor de Lange, recolector de orquídeas, alemán, de los finales de 1800 y comienzos de 1900.
Sinonimia
- Cryptophoranthus dusenii Schltr.
- Cryptophoranthus langeanus (Kraenzl.) Garay
- Pleurothallis langeana Kraenzl.[4][5]